# Rasbora paviana
Rasbora paviana е вид лъчеперка от семейство Шаранови (Cyprinidae). Видът не е застрашен от изчезване.

## Разпространение и местообитание
Разпространен е във Виетнам, Камбоджа, Лаос, Малайзия (Западна Малайзия) и Тайланд.
Обитава сладководни басейни, реки и потоци.

## Описание
На дължина достигат до 12 cm.